# Kitzen
Kitzen is een kern van de Duitse stad Pegau in de deelstaat Saksen. Tot 1 januari 2012 was Kitzen een zelfstandige gemeente.

## Geografie
Kitzen ligt in de Leipziger Tieflandsbucht, aan de van van het Leipziger Neuseenland en aan de grens met Saksen-Anhalt. Het centrum van de plaats bevindt zich ongeveer 17 kilometer zuidwestelijk van de binnenstad van Leipzig en 19 km oostelijk van Weißenfels.
De plaats werd in het zuiden door een inmiddels overstroomde dagbouwafgraving begrensd. Oostelijk bevond zich de Zwenkauer dagbouw. Deze werd in 1999 gesloten en zo ontstond hier de Zwenkauer See. De buurplaatsen zijn in het noorden Markranstädt, in het oosten Leipzig en Zwenkau en in het zuiden Pegau. In het westen verloopt de grens met Saksen-Anhalt. De westelijke kernen laten circa 10 tot 15 meter boven het niveau van de overigen, die zich op hoogte van de brede Elsteraue bevinden.